# Mirăslău, Alba
Mirăslău (în maghiară Miriszló, în germană Miroßlen) este satul de reședință al comunei cu același nume din județul Alba, Transilvania, România.

## Așezare
Localitatea Mirăslău este situată în zona Dealurilor Aiudului, pe dreapta Văii Mureșului.

## Demografie
- În 1850 erau 542 de locuitori, 294 erau maghiari, 205 români și 43 romi. Religie: 294 reformați (protestanți) și 248 greco-catolici.
- În 1900 erau 854 de locuitori , 422 maghiari, 365 români și 67 romi. Religie: 427 greco-catolici, 413 reformați și 11 ortodocși. 28% din populație putea citi și scrie,  25% maghiari vorbeau în limba maghiară.
- În 2002, dintr-un total de 908 de persoane, 568 s-au declarat români, 318 maghiari și 21 romi. Religie: 565 ortodocși și 287 reformați prezbiterieni. La recensământul din 2002, 66,4% erau români ortodocși, 25% reformați și 4% greco-catolici.

- La recensământul din 2011, 67,5% din locuitori erau români, 27,8% maghiari și 4,5% romi.

## Istoric
- În trecut, un sat preponderent maghiar, port la râul Mureș (pentru transportul pe plute a sării de la Turda spre alte zone din Transilvania sau din Regatul Ungariei).
- Aici a avut loc (în zona dealului "Dâmbul Rotund"), pe data de 18/28 septembrie 1600 bătălia dintre Mihai Viteazul și armata nobililor maghiari sprijiniți de generalul Gheorghe Basta, în care cel dintâi a fost înfrânt.

## Harta Iosefină
Pe Harta Iosefină a Transilvaniei din 1769-1773 (Sectio 139) localitatea apare sub numele de „Miriszló”.
La sud-est de sat pe hartă este însemnată cu "Saltz-Niederlaag" stația de încărcare pe plute a sării aduse de la Salina Turda. Transportul sării de la Turda se făcea cu căruțe cu cai (10-30 blocuri de sare încărcate într-o căruță, în funcție de starea căruțelor și a cailor). De aici sarea era transportată pe râul Mureș spre Banat și Ungaria de sud.
In extravilanul sudic al satului este notat cu "Gericht" locul unde în trecut delicvenții condamnați erau pedepsiți corporal pentru fărădelegile lor (inclusiv prin spânzurătoare). 

## Lăcașuri de cult
- Ruinele bisericii catolice „Sf. Petru” (monument din piatră, sec. al XIII-lea)
- Biserica reformată (sec. al XIX-lea)

## Obiective memoriale
- Obeliscul ridicat în anul 1956, în amintirea luptelor lui Mihai Viteazul de la Mirăslău. Obeliscul este înscris pe lista monumentelor istorice din județul Alba[4] elaborată de Ministerul Culturii și Patrimoniului Național din România în anul 2010.
- Monumentul Eroilor Români din Al Doilea Război Mondial. Obeliscul este amplasat în partea dreaptă a șoselei București-Oradea, la km 420+421, și a fost ridicat în memoria eroilor români căzuți în Al Doilea Război Mondial, în luptele ce au avut loc pe teritoriul localității. Monumentul are o înălțime de 6 m și este realizat din piatră cioplită, iar împrejmuirea este asigurată cu un grilaj metalic. Pe o placă din marmură încastrată pe fațada monumentului, este un înscris comemorativ: „Glorie veșnică eroilor ce s-au jertfit în lupta pentru eliberarea patriei“.

## Transporturi
Haltă de cale ferată.
Prin Mirăslău va trece autostrada Transilvania.

## Date economice
- Culturi de cereale.
- Pomicultură (meri, pruni, peri, nuci).